# Købmagergades Skole
Købmagergades Skole er en folkeskole i Fredericia. Skolen er indviet i 1900 og var blandt de første i landet til at have en international linje. Skolen blev løbende udvidet flere gange og havde ca. 380 elever på alle klassetrin. Dog blev skolen lukket ned d. 28. juni 2013, da politikerne vedtog året inden at tre kommunale skoler skulle lukkes og der skulle laves distriktskoler i stedet for. Mange Fredericianere samt Socialdemokraterne og SF var imod lukningen af Købmagergades Skole, bl.a. fordi skolen har en lang historie, var en af de første danske skoler til at have en international linje, og at det var den eneste kommunale skole inden for voldene. 
|  | Denne artikel om en bygning eller et bygningsværk kan blive bedre, hvis der indsættes et (bedre) billede. Du kan hjælpe ved at afsøge Wikimedia Commons for et passende billede eller lægge et op på Wikimedia Commons med en af de tilladte licenser og indsætte det i artiklen. |

| Skole | Spire Denne artikel om en skole, en uddannelsesinstitution eller uddannelse er en spire som bør udbygges. Du er velkommen til at hjælpe Wikipedia ved at udvide den. |

55°33′51.64″N 9°45′36.35″Ø / 55.5643444°N 9.7600972°Ø